# Parc Lobera
El parc Lobera és un parc de la ciutat espanyola de Melilla situat en l'Eixample Modernista, en l'avinguda Càndid Llobatera, en el costat oest de la Alcazaba.

## Història
Rep el nom del seu fundador Càndid Lobera Girela, que sent president de la Junta d'Arbitris, va crear aquest parc per a evitar la construcció de barraques en el seu terreny, després del final de la seva construcció en 1927 es digués Parc Conde de Jordana. En 1978 va ser reformat amb la construcció de les cascades, l'estany, les pergolas, la font, el quiosc, el templet i se li van afegir escultures de Rafael Picazo i en 1993 unes escultures de Juan Antonio Diago com la que apareix en la imatge de "la nena tocant l'aigua".
Després d'alguns anys d'abandó i arranjaments parcials i de mala qualitat, es va iniciar es remodelació amb els passejos, estanys, fonts i altres elements, per a continuar amb el seu clos exterior i les muralles i fossat del Quart Recinte Fortificat.

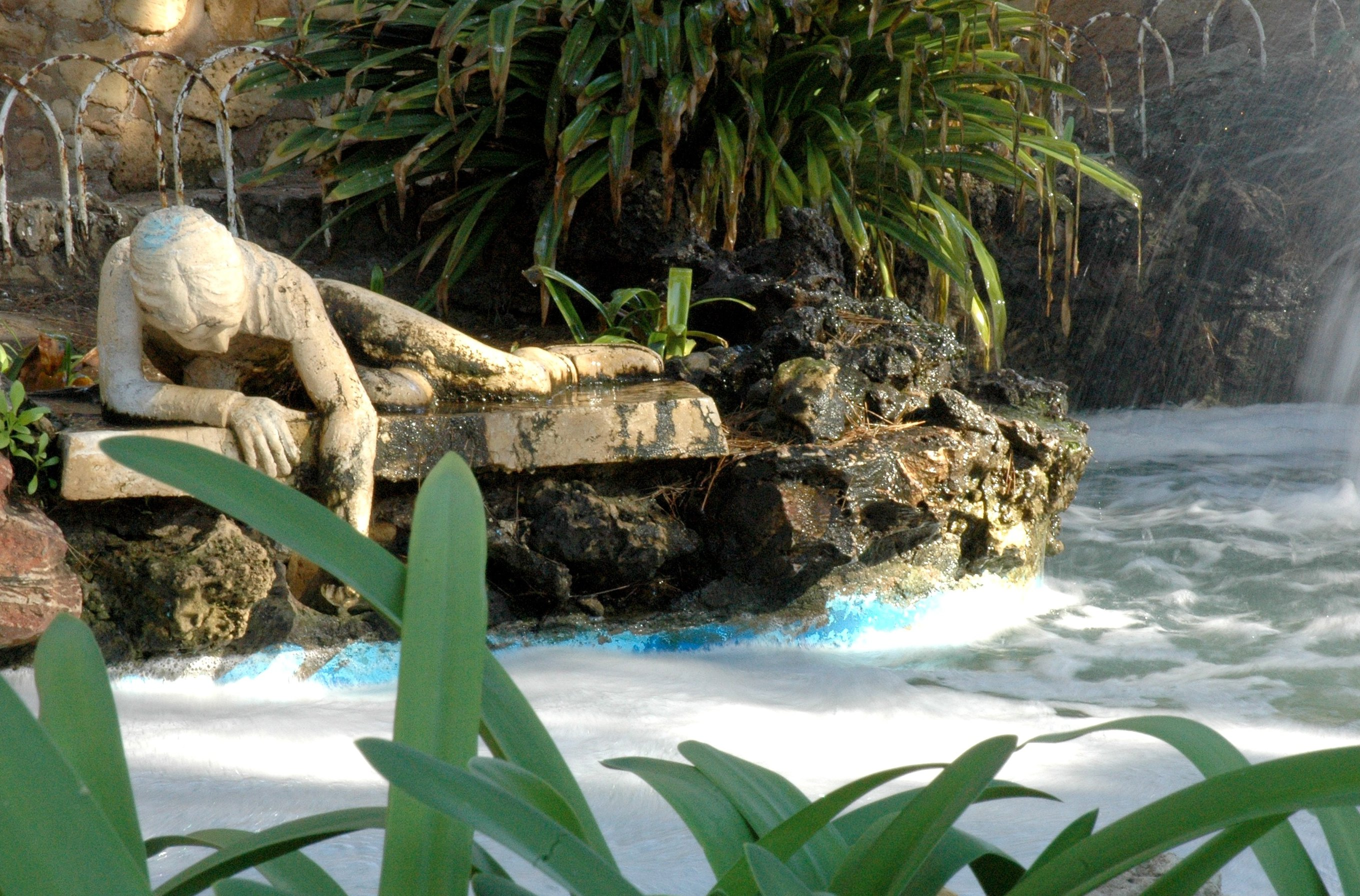

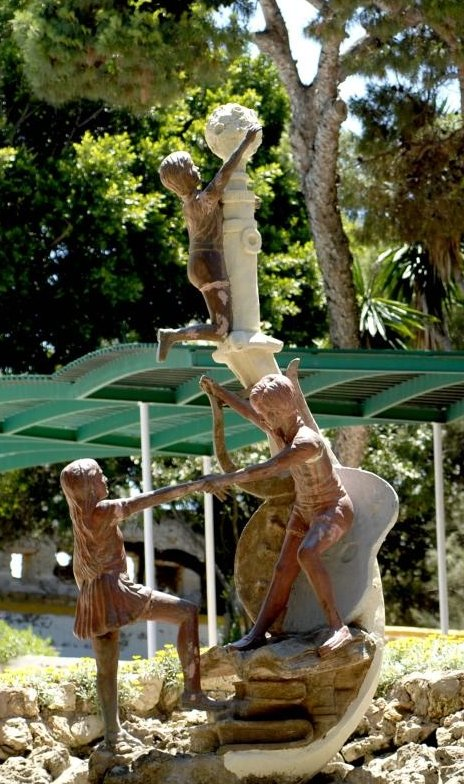

De 2 ha de superfície , compten amb passejos i cascades que baixen des de les Muralles del Quart Recinte Fortificat, zona alta i est, fins a la baixa, la de l'Avinguda Càndid Llobatera, oest en la qual en la seva zona sud, més baixa, es troba l'estany i pujant, una plaça, envoltada per pergolas, amb una font en el centre, un quiosc en l'extrem aquest i un templet.